# チャールズ・マーグレイヴ・テイラー
チャールズ・マーグレイヴ・テイラー（英語: Charles Margrave Taylor、1931年11月5日 - ）は、カナダの政治哲学者。

## 略歴
モントリオール出身。1952年にカナダの名門マギル大学を卒業（歴史専攻）、同年オックスフォード大学のローズ奨学生（Rhodes Scholar）となり、哲学、政治学および経済学を研究、1961年に哲学博士となった。
オックスフォード大学留学時代、1957年にE・P・トムソンらと『大学および左翼評論』誌を創刊し、英国の新左翼運動にも参画した。同誌は1960年にA・マッキンタイアらの『ニューズ・リーズナー』と合併して『ニューレフトレビュー』と改題されている。
1961年にカナダに帰国、マギル大学哲学・政治学助教授（～1971年）となり、同時にケベック新民主党結成に参画、1962年より68年まで4回、同党から国政選挙に挑戦。
1962年から1971年までモントリオール大学の哲学助教授も務めた。1972年より1998年までマギル大学政治学部教授、その間、オックスフォード大学チチェリ社会政治理論教授等を歴任。1998年よりマギル大学名誉教授、2002年より2007年までノースウェスタン大学評議員・法学哲学教授。
研究者としては、1964年に、認知心理学の方法論を批判して、自然科学的方法論で人間を理解することは出来ないということを主張した博士論文を『行動の説明（Explanation of Behavior）』として出版。
そのほぼ10年後（1975年）に大著『ヘーゲル』を公刊。
テイラーは、この研究書によりヘーゲル研究者として知られるようになるが、一方でマルティン・ハイデッガー、メルロ・ポンティなど現象学系の哲学にも造詣が深く、さらに美学に精通しており、1989年に出版した主著『自我の源泉』では、西欧美術史の知識を発揮して、西欧近代に誕生した「自己」の形成を記述するという大事業を完遂した。
2007年9月には、西欧社会における世俗主義化と宗教の関係について、800頁近い畢生の大著『世俗化の時代』を公刊。
さらに英米系の分析哲学、言語哲学の分野でも注目すべき論考を発表しており、2015年には人工知能の研究で著名なヒューバート・ドレイファスと共著で、認識論に関する著書を刊行した。
言論人としても世界的に活躍しており、80年代には、主に英米圏で行なわれたリベラル・コミュニタリアン論争、90年代には多文化主義を巡る世界的な論争を主導した。
また、人権の普遍性と西欧的偏向を巡る議論、非西欧社会における民主主義の問題にも積極的に取り組み、1994年には『民主主義への途　タイにおける人権と民主的発展』 という報告書をタイのヴィティット・ムンターボーン(Vitit Muntarbhorn)（チュラロンコン大学法学部教授、専門は国際人権法）と執筆。同書は、タイにおける民主主義の現状分析と政策提言を行なったもので、タイの将来は、民主主義が制度化され、民主的手続きがタイ国民の多数にとって意味のあるものとならない限り、確かなものとはならないだろうと予言している。
2007年3月14日には、テンプルトン賞を受賞。また、同年1月にはジャン・シャレ ケベック首相よりケベックの文化的相違の調整審議担当者に任命され、2008年5月には最終報告書『未来を築く』を公刊し、ケベック州におけるイスラム系住民を巡る誤解に基づく事件を取り上げ、共存を可能とする政策提言を行なった。
2008年に京都賞思想・芸術部門、2016年にバーグルエン賞を受賞した。

## 人物
テイラーは、また、英語だけではなく、フランス語、ドイツ語も自由に操り、それぞれの言葉で論文も書いている。

## 著書
- The Explanation of Behaviour, (Routledge and Kegan Paul, 1964).
- Hegel and Modern Society, (Cambridge University Press, 1979).
渡辺義雄訳『ヘーゲルと近代社会』（岩波書店, 1981年）ISBN 4000020331

- Philosophical Papers vol.1: Human Agency and Language, (Cambridge University Press, 1985).
- Philosophical Papers vol.2: Philosophy and the Human Sciences, (Cambridge University Press, 1985).

- Sources of the Self: the Making of the Modern Identity, (Harvard University Press, 1989).
下川潔・桜井徹・田中智彦訳『自我の源泉─―近代的アイデンティティの形成』（名古屋大学出版会、2010年）
- The Ethics of Authenticity, (Harvard University Press, 1991).
田中智彦訳『「ほんもの」という倫理――近代とその不安』（産業図書、2004年／ちくま学芸文庫、2023年）ISBN 4480511601

- Reconciling the Solitudes: Essays on Canadian Federalism and Nationalism, (McGill-Queen's University Press, 1993).
- Philosophical Arguments, (Harvard University Press, 1995).
- Varieties of Religion Today: William James Revisited, (Harvard University Press, 2002).
伊藤邦武・佐々木崇・三宅岳史訳『今日の宗教の諸相』（岩波書店、2009年）
- Modern Social Imaginaries, (Duke University Press, 2004).
上野成利訳『近代――想像された社会の系譜』（岩波書店、2010年）
- A Secular Age, (Harvard University Press, 2007). 
千葉眞監訳『世俗の時代』（上・下、名古屋大学出版会、2020年）

上巻：木部尚志・山岡龍一・遠藤知子訳、下巻：石川涼子・梅川佳子・高田宏史・坪光生雄訳

### 共著
- Multiculturalism: Examining the Politics of Recognition, with Jurgen Habermas et al., (Princeton University Press, 1994).
佐々木毅・辻康夫・向山恭一訳『マルチカルチュラリズム』（岩波書店、1996年、新版・岩波モダンクラシックス、2007年）ISBN 4000021524

- Laïcité et liberté de conscience (in French). With Maclure, Jocelyn. Montreal: Boréal. 2010.
- Church and People: Disjunctions in a Secular Age. Edited with Casanova, José; McLean, George F. Washington: Council for Research in Values and Philosophy. 2012.
- Boundaries of Toleration. Edited with Stepan, Alfred C. New York: Columbia University Press. 2014.
- Retrieving Realism. With Dreyfus, Hubert. Cambridge, Massachusetts: Harvard University Press. 2015.
ヒューバート・ドレイファス共著、村田純一監訳、染谷昌義・植村玄輝・宮原克典訳『実在論を立て直す』（岩波書店、2016年）ISBN 9784588010453
- Reconstructing Democracy. How Citizens Are Building from the Ground Up. With Nanz, Patrizia; Beaubien Taylor, Madeleine. Cambridge, Massachusetts: Harvard University Press. 2020